# Marshmello
Christopher Comstock, (sinh ngày 19 tháng 5 năm 1992) được biết đến nhiều hơn với nghệ danh Marshmello, là một nhà sản xuất nhạc dance điện tử và DJ người Mỹ. Anh lần đầu tiên thu hút được sự chú ý toàn cầu qua các bản remix các bài hát của Jack Ü và Zedd, và sau đó hợp tác với các nghệ sĩ bao gồm Omar LinX, Migos, Ookay, Selena Gomez, Jauz và Slushii.
Bài hát thứ hai của Marshmello vào năm 2016, đĩa đơn được chứng nhận bạch kim có tên "Alone" đã được phát hành vào tháng 5 thông qua hãng thu âm Monstercat của Canada. Đã đạt đỉnh 100 Billboard Hot US ở vị trí 60, nó trở thành đĩa đơn đầu tiên được chứng nhận bạch kim ở Mỹ và Canada với hơn một triệu đĩa bán ra. [A] Năm đó, anh phát hành ba đĩa đơn tiếp theo. Năm 2017, sau khi phát hành các đĩa đơn như "Chasing Colors", "Twinbow" và "Move On", Marshmello đã hợp tác với ca sĩ R & B Khalid để phát hành "Silence" dưới dạng đĩa đơn, được chứng nhận bạch kim và đa bạch kim ở tám quốc gia. Tiếp theo là một đĩa đơn khác mang tên "Wolves", một trong những đĩa đơn bán chạy nhất của anh, lần này hợp tác với Selena Gomez, và "One thing right" hợp tác với Kane Brown.
Đĩa đơn thứ hai của anh năm 2018, mang tên "Friends", được phát hành dưới dạng hợp tác với ca sĩ Anne-Marie. Nhiều tháng sau, album phòng thu thứ hai của anh, Joytime II, được phát hành với các đĩa đơn "Tell Me" và "Check This Out". Đạt được thành công biểu đồ tương tự như album đầu tay với các vị trí trên ba bảng xếp hạng Billboard, Joytime II, không xuất hiện trên các bảng xếp hạng bên ngoài Hoa Kỳ và được đánh giá dưới mức trung bình bởi các ấn phẩm như Rolling Stone và Pitchfork. Bài hát được xếp hạng cao nhất của Marshmello trên Billboard Hot 100 và tại Vương quốc Anh đã được phát hành vào tháng 8 với tựa đề "Happier". Anh được Forbes vinh danh trong bảng xếp hạng hàng năm các DJ được trả lương cao nhất thế giới năm 2017 khi anh kiếm được 21 triệu đô la Mỹ trong 12 tháng trước tháng 6 năm 2017. Kênh Youtube của anh có 53 triệu người đăng ký và 11,7 tỷ lượt xem, trở thành nhạc sĩ EDM có lượt subscribe cao nhất các nhạc sĩ EDM trên thế giới.

## Sự nghiệp

### 2015: Sự nghiệp đầu đời
Vào ngày 3 tháng 3 năm 2015, Marshmello đăng tải bài hát đầu tiên của anh "WaVeZ" trên trang SoundCloud của anh. Khi anh phát hành thêm nhiều bài hát nữa, anh bắt đầu nhận được những sự ủng hộ từ các DJ nổi tiếng khác như Skrillex, người đã đăng lại bài hát "FinD Me" của anh trên SoundCloud. Không lâu sau đó, Marshmello biểu diễn tại New York's Pier 94, Pomona, California's HARD Day of the Dead festival, và Miami Music Week. Năm 2016, Marshmello phát hành một album tuyển tập, Joytime, bao gồm các bài hát đã được phát hành trước đó của anh, vươn lên ở vị trí thứ 5 trong bảng xếp hạng Billboard Dance/Electronic Albums của Mỹ. Nằm trong album là đĩa đơn "Keep It Mello" với sự góp mặt của rapper Omar LinX. Anh được quản lý bởi Moe Shalizi của Red Light Management, người mà cũng đang làm quản lý của các nghệ sĩ như Jauz, Ookay và Slushii.
Trước khi nhận dạng của Marshmello được công bố, nhiều người vẩn luôn nghĩ rằng Marshmello là DJ người Mỹ Christian Comstock, còn được biết đến là Dotcom, có phong cách giống như Marshmello. Skrillex cũng đã gọi Marshmello là "Chris" trong một cuộc phỏng vấn. Hơn nữa, cả hai người, Marshmello và Christian, đều được quản lý bởi Shalizi và có chung hình xăm và ngày sinh.

### 2016: Joytime

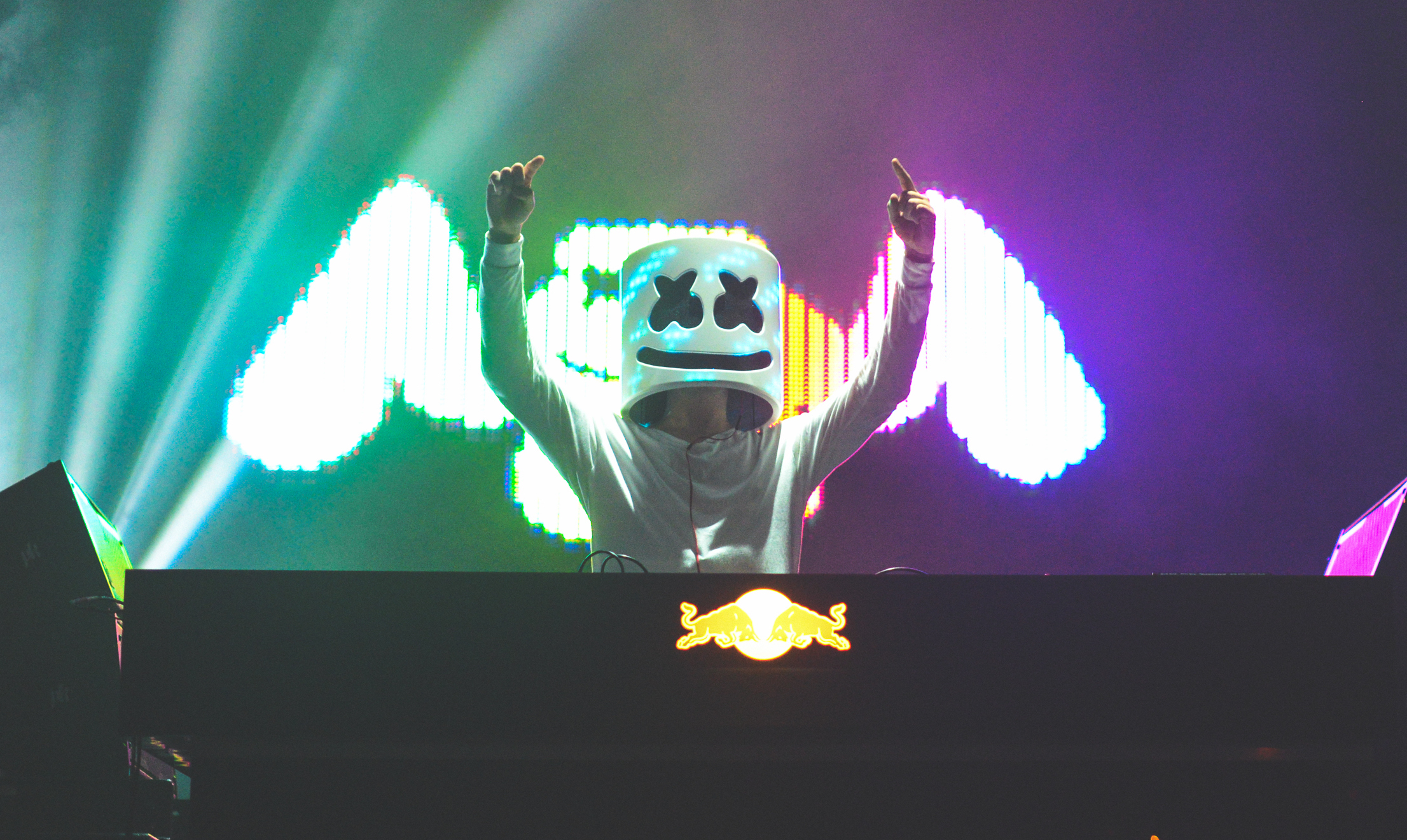
Marshmello tại Liên hoan VELD 2016.

Vào ngày 8 tháng 1 năm 2016, Marshmello đã tự phát hành album đầu tay của anh Joytime, bao gồm 10 bài hát, thông qua nhãn đĩa Joytime Collective của chính mình. Album đứng đầu bảng xếp hạng album nhạc điện tử của iTunes trong ngày đầu tiên. Tính tới ngày 30 tháng 7 năm 2016, album đứng thứ 12 trên bảng xếp hạng. Hai đĩa đơn từ album đã được phát hành, với tên "Keep It Mello" hợp tác với rapper Omar LinX và "Want U 2". Album đạt cao nhất vị trí thứ năm trên bảng xếp hạng Electronic/Dance Albums của Billboard.
Marshmello bắt đầu với Monstercat bằng bài hát "Alone", đã được xuất hiện trong album tổng hợp Monstercat 027 - Cataclysm. Vào ngày 3 tháng 6 năm 2016, anh thông báo một cuộc thi remix cho "Alone". Người thắng cuộc sẽ được phát hành bản remix bởi Monstercat và có cơ hội chơi bộ DJ mở đầu tại Camp Bisco. Bộ đôi future house MRVLZ sau đó được thông báo đã thắng cuộc thi.

#### Trò đùa EDC và khởi đầu với OWSLA
Vào ngày 19 tháng 6 năm 2016, Marshmello biểu diễn tại Electric Daisy Carnival 2016 ở Las Vegas, trong đó DJ người Hà Lan Tiësto mặc quần áo y chang Marshmello, xuất hiện trên sân khấu và bỏ chiếc mũ ra giả vờ làm Marshmello. Sự việc sau đó không còn được quan tâm như là một trò diễn bởi người hâm mộ và truyền thông do ngày lưu diễn trùng lặp của họ và một bức ảnh của "hai DJ đội mũ chơi cùng nhau trước chương trình". Sau đó trong tháng 7, anh nói trên Twitter rằng anh và Skrillex có "điều gì đó tuyệt vời" cho người hâm mộ, có thể là họ đã hợp tác với nhau và chuẩn bị phát hành bài hát.
Vào ngày 2 tháng 7 năm 2016, anh phát hành video âm nhạc cho Alone trên YouTube, và đã đạt tới hơn 100.000.000 lượt xem trong ba tháng.
Vào ngày 20 tháng 8 năm 2016, Marshmello công bố chuyến lưu diễn Ritual Tour trên Twitter, trong đó anh sẽ biểu diễn tại một vài quốc gia bao gồm Hoa Kỳ, Trung Quốc, Hàn Quốc, Ấn Độ và Paraguay từ ngày 30 tháng 9 năm 2016 tới ngày 21 tháng 1 năm 2017.
Vào ngày 27 tháng 10 năm 2016, anh khởi đầu với hang đĩa OWSLA của Skrillex với đĩa đơn mang tên "Ritual" hợp tác cùng với ca sĩ-nhạc sĩ người Mỹ Wrabel. Video âm nhạc chính thức cho bài hát cũng đã được đăng tải trên kênh YouTube của Marshmello.

## Danh sách đĩa nhạc

### Album phòng thu
| Joytime | - Phát hành: 8 tháng 1 năm 2016 - Nhãn đĩa: Joytime Collective - Định dạng: tải kỹ thuật số | 5 | 14 | 41 |

### Đĩa đơn

#### Nghệ sĩ chính
| "Keep It Mello" (hợp tác với Omar LinX)                                                  | 2015 | —  | 25 | —  | Joytime             |
| "Want U 2" (Marshmello & Slushii Remix)                                                  | 2016 | —  | —  | —  | Joytime             |
| "Colour"                                                                                 | 2016 | —  | —  | —  | Đĩa đơn không album |
| "Alone"                                                                                  | 2016 | 93 | 9  | 67 | Đĩa đơn không album |
| "Magic" (with Jauz)                                                                      | 2016 | —  | —  | —  | Đĩa đơn không album |
| "Freal Luv" (với Far East Movement hợp tác với Chanyeol & Tinashe)                       | 2016 | —  | 20 | —  | Identity            |
| "Ritual" (hợp tác với Wrabel)                                                            | 2016 | —  | 11 | 82 | Đĩa đơn không album |
| Ký hiệu "—" chỉ bản thu âm không được xếp hạng hoặc không được phát hành tại khu vực đó. |      |    |    |    |                     |

### Các bài hát được xếp hạng khác
| Bài hát  | Năm  | Vị trí xếp hạng cao nhất | Album   |
| Bài hát  | Năm  | US Dance                 | Album   |
| -------- | ---- | ------------------------ | ------- |
| "Summer" | 2016 | 20                       | Joytime |

### Remix

#### 2015
- Calvin Harris hợp tác với Ellie Goulding - Outside (Marshmello Remix)[47]
- Zedd hợp tác với Selena Gomez - I Want You to Know (Marshmello Remix)[48]
- Zedd hợp tác với Jon Bellion - Beautiful Now (Marshmello Remix)[49]
- Ariana Grande - One Last Time (Marshmello Remix)[50]
- Avicii - Waiting For Love (Marshmello Remix)[51]
- Jack Ü & Justin Bieber - Where Are U Now (Marshmello Remix)[52]
- Jack Ü & Justin Bieber - Where Are U Now (Marshmello Remix + Skrillex Flip)[53]
- Adele - Hello (Marshmello Remix)[54]
- Duke Dumont - Need U (100%) (Jauz & Marshmello Remix)[55]

#### 2016
- Warsongs - Flash Funk (Marshmello Remix)[56]
- Marshmello - Want U 2 (Marshmello & Slushii Remix)[57]
- Era Istrefi - Bonbon (Marshmello Remix)[58]
- Anne Marie - Alarm (Marshmello Remix)[59]
- Alan Walker - Sing Me to Sleep (Marshmello Remix)[60]
- Galantis - No Money (Marshmello Remix)[61]
- Martin Garrix - Oops (Marshmello Remix)[62]
- DJ Snake hợp tác với Justin Bieber - Let Me Love You (Marshmello Remix)[63]

## Giải thưởng và đề cử
| Năm  | Giải thưởng                      | Hạng mục                             | Dành cho  | Kết quả | Tham khảo. |
| ---- | -------------------------------- | ------------------------------------ | --------- | ------- | ---------- |
| 2016 | International Dance Music Awards | Nghệ sĩ đột phá xuất sắc nhất (Solo) | Chính anh | Đề cử   | [ 64 ]     |

## Video âm nhạc

### 2016
- Marshmello - Keep it Mello ft. Omar LinX[65]
- Marshmello - Alone[66]
- Marshmello - Ritual ft Wrabel[31]
- Marshmello - Summer with Lele Pons[67]
- Marshmello - Moving On